# Дипломатически мисии в Андора
Това е списък на държавите които имат дипломатически мисии в Андора. В столицата Андора ла Веля има само 3 посолства. Някои държави са акредитирали посолствата си в Париж или Мадрид за Андора. Други държави предоставят услуги чрез генералните си консулства в Барселона или чрез почетни консули.

## Посолства в Андора ла Веля
- Испания
- Португалия
- Франция

### Генерални консулства в Барселона
- Аржентина
- Белгия
- Великобритания
- Германия
- Ирландия
- Италия
- Колумбия
- Коста Рика
- Люксембург
- САЩ
- Унгария
- Швеция

## Акредитирани посолства
(Всички освен тези, за които е посочен друг град, се намират в Мадрид)
- Австралия
- Австрия
- Азербайджан
- Алжир (Париж)
- Аржентина
- Армения (Париж)
- Белгия
- Босна и Херцеговина (Париж)
- Бразилия
- България
- Ватикан
- Великобритания
- Венецуела (Париж)
- Гватемала
- Германия
- Гърция
- Дания
- Доминиканска република
- Египет
- Естония
- Израел
- Индия
- Индонезия (Париж)
- Ирландия
- Исландия (Париж)
- Италия
- Камбоджа (Париж)
- Канада
- Кипър (Париж)
- Китай
- Колумбия
- Куба
- Латвия (Париж)
- Ливан (Париж)
- Литва (Париж)
- Люксембург
- Малта
- Мароко (Париж)
- Мексико
- Нидерландия (Париж)
- Никарагуа(Париж)
- Норвегия
- Пакистан
- Панама (Париж)
- Парагвай (Париж)
- Перу
- Полша
- Румъния
- Русия
- Салвадор
- Сан Марино
- САЩ
- Словения
- Сърбия
- Тайланд
- Турция
- Украйна
- Унгария
- Уругвай
- Филипини
- Финландия
- Хондурас
- Хърватия
- Чехия
- Чили
- Република Южна Африка
- Южна Корея
- Япония (Париж)